# Marc Rizzo
Marc Rizzo es un guitarrista estadounidense, proveniente Nueva Jersey. Actualmente es el guitarrista líder y fundador de Ill Niño, además de ser ex-guitarrista de Soulfly, Cavalera Conspiracy y Misfits. Ha participado en ocho álbumes de Soulfly hasta la fecha: Prophecy, Dark Ages, Conquer, Omen , Enslaved , Savages , Archangel y Ritual. Rizzo también ha lanzado tres álbumes en solitario, todos de estilo Rock Instrumental/Flamenco; Colossal Myopia, The Ultimate Devotion, Legionnaire y Rotation. Marc es también miembro de Cavalera Conspiracy, proyecto de los hermanos Cavalera, fundadores de Sepultura, el cual se formó después de su reconciliación tras doce años de distanciamiento. La banda lanzó su álbum debut en el 2008, titulado Inflikted.
Aunque principalmente es conocido como un guitarrista de heavy metal, el proyecto en solitario de  Rizzo demuestra su interés por numerosos y diversos estilos, ya que combina elementos de hard rock, nu metal, jazz, classical y flamenco. En el 2007 Rizzo realizó su primera gira por Estados Unidos. En el 2008 lanzó su segundo material discográfico a través de Shrapnel Records, además de estar disponible en iTunes (itunes.com).
Como un atleta de la ex standout en su juventud, Marc entrena incansablemente con pesos/sombra boxeo/esprint mientras está de gira. Es conocido por comer una jarra de mantequilla de maní entera, junto con unos huevos hervidos como proteína extrema.
Marc Rizzo es patrocinado por Peavey y Yamaha, y ha viajado por el mundo administrando clínicas para Peavey cuando sus tiempos libres estando de gira se lo permiten. En el 2009, fue patrocinado por B.C. Rich.
En el 2004, Marc creó la disquera independiente Phlamencore Records con su hermano menor Luke. Desde esa fecha han lanzado dos sampler CD y tres álbumes de larga duración.
Marc es un gran fanático del Fútbol y apoya al club Europeo Inter Milan, junto a la selección nacional italiana de fútbol.
Rizzo es un boxeador amateur y ha luchado en los guantes de oro de Nueva Jersey. 
Durante sus shows en vivo, Marc es conocido por su recurrente costumbre de realizar patadas voladoras, además de que regularmente lleva puesta una mochila, aunque recientemente, ha dejado de hacerlo. Es también conocido por llevar puestas playeras de fútbol en el escenario, casi todas de equipos italianos como el AC Milan y el FC Internazionale. Esto puede ser visto en el DVD del Download Festival 2004.
Rizzo creció en Carlstadt, New Jersey, y estudió en la escuela Henry P. Becton Regional High School.

## Discografía
con Committee Of Thirteen
- Comittee of Thirteen (2004)(Phlamencore Records)

con Ill Niño
- Revolution Revolución (2001)(Roadrunner Records)
- Confession (2003)(Roadrunner Records)
- The Best of Ill Niño (2006)(Roadrunner Records)

con Soulfly
- Prophecy (2004) (Roadrunner Records)
- Dark Ages (2005) (Roadrunner Records)
- Conquer (2008)(Roadrunner Records)
- Omen (2010) (Roadrunner Records)
- Enslaved (2012) (Roadrunner Records)
- Savages (2013) (Nuclear Blast)
- Archangel (2015) (Nuclear Blast)
- Ritual (2018) (Nuclear Blast)

en solitario
- Colossal Myopia (2006)(Shrapnel Records)
- The Ultimate Devotion (2007)(Shrapnel Records)
- Legionnaire (2010)(Phlamencore Records)
- Rotation (2018)(Combat Records)

con Cavalera Conspiracy
- Inflikted (2008) (Roadrunner Records)
- Blunt Force Trauma (2011) (Roadrunner Records)
- Pandemonium (2014) (Napalm Records Handels GMBH)
- Psychosis (2017) (Napalm Records Handels GMBH)

### DVD con Rock House
- Metal Guitar- Mondern, Speed & Shred, level 1 & 2

## Curiosidades
- Marc Rizzo creció como una atleta de Football y Baseball.
- Rizzo cita a Al Di Meola, Paco de Lucia y Eddie Van Halen como sus mayores influencias musicales-
- En el 2002, un fragmento de la canción "Liar" de Ill Niño, en donde Rizzo toca con estilo flamenco fue tomado para los créditos iniciales de un episodio de la serie CSI Miami.
- Marc Rizzo creció jugando baseball con el "baseman" de Chicago Cubs Second, Mark Derosa
- En el 2002 Marc Rizzo compitió en una lucha quedando 1-1 en el puntaje final, en un torneo de box en los Guantes de Oro en Nueva Jersey.
- En el 2009, en una entrevista con getcloser.com situada en el Reino Unido, Marc citó a Jimmy Page como el primer guitarrista que influyó para que el decidiera tocar la guitarra.
- En el 2008 Peavey guitars anunció la marca de guitarras de Marc Rizzo.
- A finales de marzo del 2015, se integró como guitarrista en la gira de The Misfits, supliendo al guitarrista Dez Cadena, debido a la operación a la que este fue sometido.
- Es de ascendencia Italiana.